# Jorge Barbosa
Pour les articles homonymes, voir Barbosa.
Jorge Vera-Cruz Barbosa, né le 22 mai 1902 à Praia, Cap-Vert et décédé le 6 janvier 1971 à Cova da Piedade, Portugal, était un poète et écrivain cap-verdien. Il collabora à de nombreuses revues ainsi qu'à des journaux portugais et cap-verdiens. La publication de son anthologie de poésie Arquipélago (Archipel) est considérée comme le début de la poésie cap-verdienne. Il est, aux côtés de Baltasar Lopes da Silva et de Manuel Lopes, l'un des trois fondateurs de la revue littéraire Claridade (Clarté) en 1936, qui marqua le commencement de la littérature cap-verdienne moderne.

## Œuvres
- Arquipélago (Archipel), 1935
- Ambiente (Environnement, aussi connu sous le nom de Le Cercle), 1941
- Caderno de um Ilhéu (Carnet d'un îlien), 1955, prix Camilo Pessanha

## Philatélie
La République du Cap-Vert a rendu hommage à Jorge Barbosa avec un timbre émis en 2003, dans la série « Poètes et compositeurs cap-verdiens ».

## Sources
- (en) Cet article est partiellement ou en totalité issu de l’article de Wikipédia en anglais intitulé « Jorge Barbosa » (voir la liste des auteurs).